# Freek Braeckman
Frederik (Freek) Braeckman (Gent, 20 februari 1979) is een Vlaams presentator, journalist en nieuwslezer bij de commerciële omroep VTM. Tussen 2007 en 2012 was hij nieuwsanker bij de VRT.

## Carrière
Na zijn middelbare studies aan het Koninklijk Atheneum Voskenslaan studeerde Freek Braeckman Germaanse talen aan de Universiteit Gent en 1 jaar journalistiek aan het VLEKHO in Brussel. In 2001 deed hij stage bij Radio 2 in Oost-Vlaanderen. Tussen 2001 en 2003 werkte hij voor Radio 2 in Antwerpen en Oost-Vlaanderen. In 2003 werd hij eindredacteur bij Karrewiet op Ketnet, waar hij samen met Gitte Van Hoyweghen de teksten insprak. In 2006 stapte hij over naar de televisienieuwsdienst waar hij in november 2007 een van de vaste journaalankers werd. Meestal presenteert hij Het Journaal van 18.00 u. en 23.00 u.
Eind 2008-begin 2009 was hij deelnemer van de VRT-quiz De Slimste Mens ter Wereld. Hij nam aan 11 afleveringen deel waarvan hij er vijf won, één minder dan Lieven Verstraete die in de finale op de derde plaats eindigde. Op 5 februari 2009 won hij de quiz van Bart De Wever met één seconde verschil en verkreeg zo de titel 'De Slimste Mens ter Wereld'. Met zijn 11 deelnames was hij de voormalige recordhouder, samen met Bert Kruismans, Annelies Rutten, Lieven Verstraete, Linda De Win, Peter Vandermeersch, Gert Verhulst, Eva Brems, Tom Waes en Olga Leyers. In de Allerslimste Mens ter Wereld, een versie met de beste spelers uit De Slimste Mens ter Wereld, verloor hij erg nipt van Eva Brems (één seconde) en lag er daardoor reeds na één aflevering uit.
Voordat hij begon aan zijn carrière in de media, was hij een bekende schermer. Hij werd 25 keer Belgisch kampioen, en stond ooit op de 32ste plaats op de wereldranglijst. In 2000 won hij het wereldbekertornooi in Shiraz (Iran).
In december 2011 eindigde hij op een gedeelde eerste plaats (met vier fouten) in het Groot Dictee der Nederlandse Taal. Hij is de enige "prominente" (bekende) deelnemer in de geschiedenis van het programma die dit wist te bereiken.
Braeckman werd in oktober 2012 samen met Tomas De Soete presentator van het programma Café Corsari, dat De laatste show opvolgde. Hij stopte hiervoor met de presentatie van Het Journaal. Op 10 augustus 2012 presenteerde hij voor het laatst Het Journaal.
Nadat Café Corsari in 2015 ten einde liep, keerde Braeckman terug naar de VRT-nieuwsdienst, waarvoor hij in eerste instantie een programma over menselijk gedrag ging maken. Dat programma, Typisch Mensen, liep vanaf mei 2017 op Eén en werd gepresenteerd door Braeckman en Julie Van den Steen.
In augustus 2017 stapte Braeckman over naar VTM Nieuws, waar hij op 11 september voor het eerst als nieuwsanker te zien was.

## Programma's
- De Verraders: De Ronde Tafel (2024) - als grote fan
- Spartacus Run (2022) - als deelnemer
- Instafamous (2020)
- VTM Nieuws (2017-heden) - als nieuwslezer
- Uw film van het jaar (2020-heden) - als presentator
- Typisch mensen (2017) - als presentator
- De schuur van Scheire (2015)
- Wauters vs. Waes (2014)
- Het vonnis (2013)
- Café Corsari (2012-2015) - als presentator
- Vroeger of later? (2012)
- De Allerslimste Mens ter Wereld (2010-2011) - als deelnemer
- De Klas van Frieda (2010, 2012)
- De Pappenheimers (2010)
- Zonde van de zendtijd (2009-2010)
- De Slimste Mens ter Wereld (2009) - als deelnemer
- Het journaal (2007-2012) - als nieuwslezer

## Persoonlijk
Hij is getrouwd in 2004 en heeft een dochter en een zoon.